# Вспышка чикунгуньи в Китае (с 2025)
Вспышка чикунгуньи в Китае (2025) — крупнейшая эпидемическая вспышка лихорадки чикунгунья в истории Китая, начавшаяся в июне 2025 года в южной китайской провинции Гуандун. Эпицентром вспышки стал город Фошань с населением 9 миллионов человек, где зарегистрировано большинство из более чем 10 тысяч подтверждённых случаев. Это самая значительная вспышка вируса чикунгунья в Китае за последние 20 лет.
По состоянию на 7 августа 2025 года общее число подтверждённых случаев превысило 10 тысяч человек, из которых более 7 тысяч зарегистрировано в городе Фошань. По данным Европейского центра профилактики и контроля заболеваний, с начала 2025 года в мире зарегистрировано около 240 тысяч случаев заболевания в 16 странах и 90 летальных исходов.

## Предпосылки

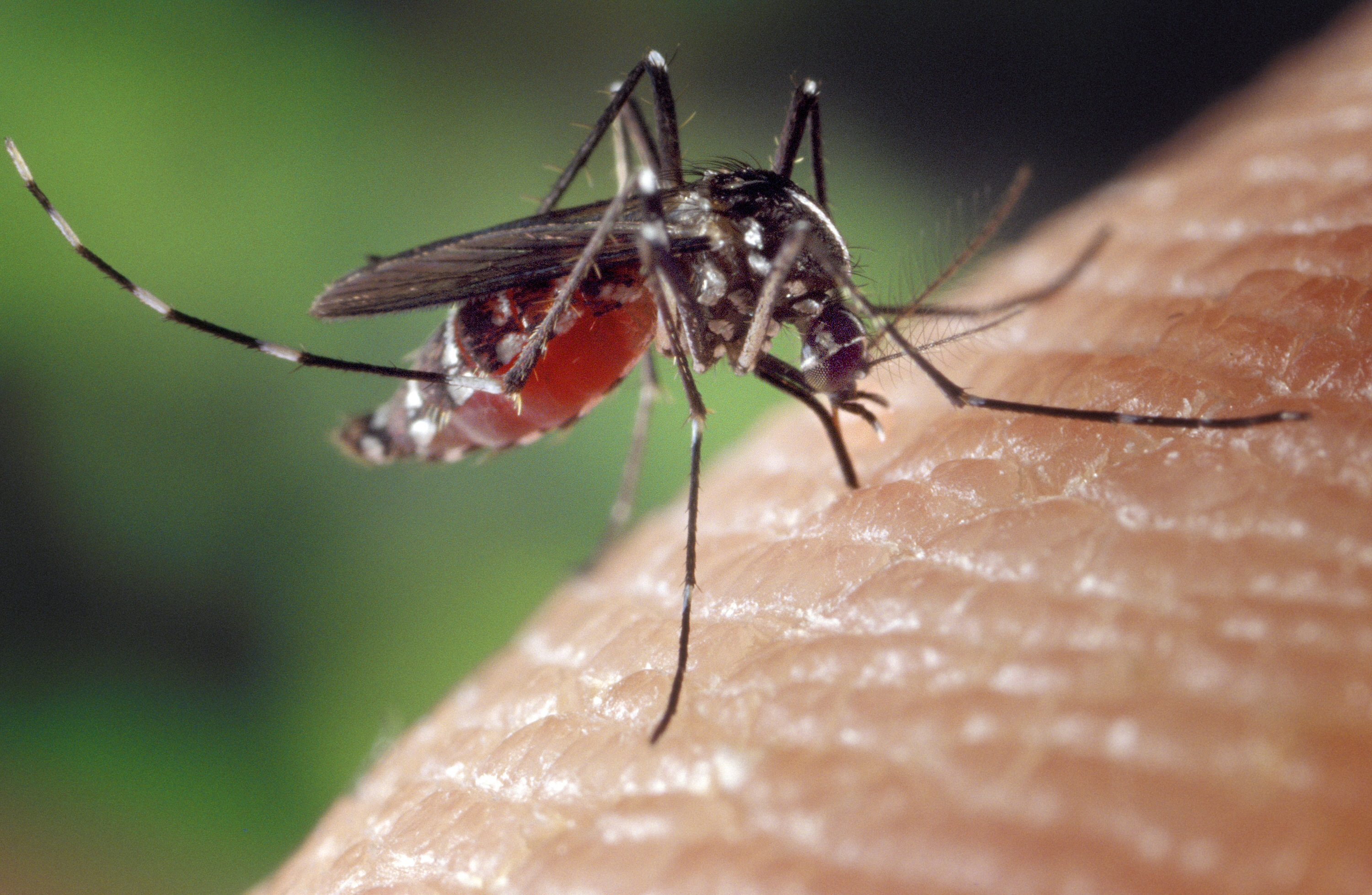
Комар Aedes albopictus — основной переносчик вируса чикунгунья в Азии

Провинция Гуандун исторически является эндемичным регионом для различных арбовирусных инфекций, передаваемых комарами. Субтропический климат региона с высокой влажностью, обильными осадками и температурой выше 25°C создаёт идеальные условия для размножения комаров-переносчиков рода Aedes, в частности Aedes albopictus и Aedes aegypti.
Китайский центр по контролю и профилактике заболеваний связывает вспышку 2025 года с завозными случаями. По словам Лю Цийун, главного эксперта китайского CDC по борьбе с трансмиссивными заболеваниями: «С глобальным распространением вируса завозные случаи неизбежно достигли Китая. Учитывая установленное присутствие местных переносчиков, особенно комаров Aedes, эти завозные инфекции подпитали устойчивые местные циклы передачи». Вирус чикунгунья впервые попал в материковый Китай в 2008 году — первый завозной случай был зафиксирован в аэропорту провинции Гуандун.
Необычно сильные дожди и высокие температуры летом 2025 года создали идеальные условия для размножения комаров. Китайские власти заявили, что «завозной случай спровоцировал местную передачу» в июле, но не уточнили, откуда произошла инфекция.

## Хронология

### Июнь 2025
- 16 июня — самый ранний известный симптоматический случай в Китае[1].

### Июль 2025
- 9 июля — город Фошань провинции Гуандун сообщил о кластере случаев лихорадки чикунгунья[1].
- 19 июля — зарегистрирован пик ежедневных случаев: 681 случай за день[1].
- 20–26 июля — зарегистрировано 2940 новых местных случаев в провинции Гуандун, из них 2882 в Фошане[8].
- 24 июля — в городе Фошань выявлено 3195 заражений — самый большой показатель с 2008 года[9].
- 26 июля — общее число подтверждённых случаев в провинции достигло 4824, из них 4754 (98,5%) в 12 городах провинции Гуандун[1].
- 27 июля — 2 августа — зарегистрировано 2892 новых случая в провинции Гуандун[10].
- 30 июля — Китай провёл национальную конференцию по профилактике и лечению лихорадки чикунгунья[10].

### Август 2025
- 3 августа — зарегистрировано около 7000 случаев в Фошане[11].
- 4 августа — Гонконг сообщил о своём первом завозном случае — 12-летний мальчик, который посещал Фошань[2][4].
- 5 августа — CDC США выпустил предупреждение для путешественников уровня 2 («усиленные меры предосторожности») для провинции Гуандун[12][8]. По данным China Daily, в Фошане зарегистрировано более 7000 случаев[13].
- 6 августа — общее число случаев превысило 10 тысяч человек[3]. Правительство Китая ввело по всей стране профилактические меры эпохи COVID-19[14].
- 7 августа — местные органы контроля заболеваний сообщили о снижении числа новых местных случаев за последнюю неделю[10].

## Эпидемиология

### Распространение по регионам
| Регион                 | Число случаев             | Примечания                                       |
| ---------------------- | ------------------------- | ------------------------------------------------ |
| Фошань                 | > 7000                    | Эпицентр вспышки                                 |
| Район Шунде (Фошань)   | 4208 (87,2% от провинции) | Основная концентрация случаев                    |
| Другие города Гуандуна | ~ 3000                    | Включая Гуанчжоу, Шэньчжэнь, Дунгуань и Чжуншань |
| Макао                  | Несколько                 | Завозные и местные случаи                        |
| Гонконг                | 1                         | Завозной случай, первый за 6 лет                 |

### Характеристики вспышки
По данным китайского CDC, анализ первых 1634 случаев в районе Шунде показал:
- Симптомы: 1418 случаев (86,8%) с лихорадкой, 1330 (81,4%) с болями в суставах, 1070 (65,5%) с сыпью, 838 (51,3%) со всеми тремя основными симптомами
- Возрастное распределение: Взрослые 15-64 лет — 66,9%; пожилые ≥65 лет — 19,5%; дети 5-14 лет — 11,3%; дети <5 лет — 2,3%
- Соотношение полов: мужчины/женщины = 1:0,97
- Средний возраст: 44 года (диапазон 0-95 лет)
- Тяжесть течения: Все случаи были лёгкими, без тяжёлых заболеваний или смертей[1]. 95% пациентов выздоравливают в течение недели[5]
- Летальность: 0%[10][8]
- Инкубационный период: 3-7 дней после укуса инфицированного комара[8]

## Меры контроля

### Национальный уровень
30 июля 2025 года Китай провёл национальную конференцию по профилактике и лечению лихорадки чикунгунья, призвав к решительным мерам борьбы. Вице-премьер посетил наиболее пострадавший район в городе и «призвал к усилиям по сдерживанию завозных случаев и предотвращению распространения чикунгуньи как внутри, так и за пределами пострадавших регионов».
6 августа правительство Китая ввело по всей стране профилактические меры эпохи COVID-19. Сотрудники китайских офисов дезинфицируют входы зданий, что является ярким напоминанием о тактике, применявшейся страной для борьбы с пандемией COVID-19 в 2020 году.

### Борьба с переносчиками
Власти применили комплексный подход к борьбе с комарами-переносчиками:
- Биологические методы
  - Выпуск более 5000 рыб, питающихся личинками комаров, в озёра города с 26 июля[16]
  - Выпуск личинок гигантских комаров Toxorhynchites splendens (около 2 см длиной), которые поедают личинки комаров-переносчиков[4][2]

- Технологические методы
  - Использование дронов для поиска мест размножения комаров[4][9]
  - Систематическое устранение мест размножения комаров в радиусе минимум 100 метров от мест проживания, работы и частого посещения подтверждённых случаев[1]

- Административные меры
  - Штрафы до 10 000 юаней (примерно 1400 долларов США) за неудаление стоячей воды[4][17]
  - В более серьёзных случаях — уголовные обвинения за «препятствование профилактике инфекционных заболеваний»[4]
  - Жители обязаны устранять стоячую воду в цветочных горшках, кофемашинах и пустых бутылках[4]

### Медицинские меры
- Госпитализация: В Фошане пациентов госпитализируют минимум на одну неделю и держат под москитными сетками, пока вирус не перестанет определяться в анализах[17][7]
- Изоляционные койки: Фошань расширил количество изоляционных коек с москитными сетками до 7220[16][2]
- Лечебные центры: 53 больницы определены как центры лечения[16]
- Тестирование: Медицинские учреждения в Фошане начали проводить тестирование на нуклеиновые кислоты CHIKV в рамках рутинных диагностических процедур[1]. Возобновлены массовые тестирования[14]
- Карантин: 14-дневный домашний карантин для приезжающих из Фошаня в некоторых городах[15]
- Контроль за лекарствами: Местные аптеки обязаны сообщать о покупателях, которые берут лекарства от симптомов вируса[14]

### Векторный контроль
Китайские власти внедрили комплексную систему векторного контроля:
- Целевое распыление адультицидов и систематическое устранение мест размножения комаров проводились в радиусе минимум 100 метров от резиденций, рабочих мест и часто посещаемых мест подтверждённых случаев[1]
- Мониторинг в реальном времени с использованием индекса Брето и индекса плотности площади для оценки и оптимизации эффективности контроля передачи[1]
- Установка обработанных инсектицидами оконных сеток и москитных сеток в комнатах пациентов, а также применение остаточных репеллентов в жилых помещениях[1]

## Международная реакция
- ВОЗ — отметила, что более 5 миллиардов людей в мире сейчас живут в зонах риска заражения чикунгуньей[18]
- США — CDC 5 августа выпустил предупреждение для путешественников уровня 2 «усиленные меры предосторожности» для провинции Гуандун и рекомендовал вакцинацию для путешественников в районы со вспышками[12][8]
- Россия — Роспотребнадзор взял на контроль информацию о вспышке. «Роспотребнадзор держит на контроле информацию о вспышке лихорадки чикунгунья в китайской провинции Гуандун. На территории Российской Федерации в настоящее время завозные случаи лихорадки чикунгунья не зарегистрированы, но риски завоза существуют», — сообщили в пресс-службе ведомства[19]. Для обеспечения безопасности в пунктах пропуска на границе задействована автоматизированная информационная система «Периметр», которая позволяет выявлять граждан с признаками инфекционных заболеваний[5]

## Вакцинация
В настоящее время в Китае нет доступных вакцин против чикунгуньи. В США одобрены две вакцины: живая аттенуированная вакцина (IXCHIQ) для взрослых старше 18 лет и вакцина на основе вирусоподобных частиц (VIMKUNYA) для подростков и взрослых старше 12 лет. CDC рекомендует вакцинацию при посещении района со вспышкой.